# Institut européen pour l'égalité entre les hommes et les femmes
L’institut européen pour l'égalité entre les hommes et les femmes est une agence de l'Union européenne basée à Vilnius (Lituanie) inaugurée pour l'égalité des sexes en 2007. Elle a été établie par un règlement du Conseil n° 1922/2006 daté du 20 décembre 2006.

## Activités
L'agence, œuvre pour la promotion de l'égalité entre les femmes et les hommes et s'efforce d'atteindre les objectifs suivants:
- la collecte de données et la réalisation d'études qui analysent la situation au sein de l'Union européenne;
- veiller au respect des engagements internationaux pris lors de la Quatrième conférence mondiale sur les femmes tenue à Pékin en 1995;
- coordination de la lutte contre la violence à l'égard des femmes;
- collaborer avec les autres institutions pour lutter contre les inégalités de genre en Europe et dans le monde[1].
- gestion du réseau de coopération et consultation en ligne EuroGender[2]